# Opernhaus (Hannover)

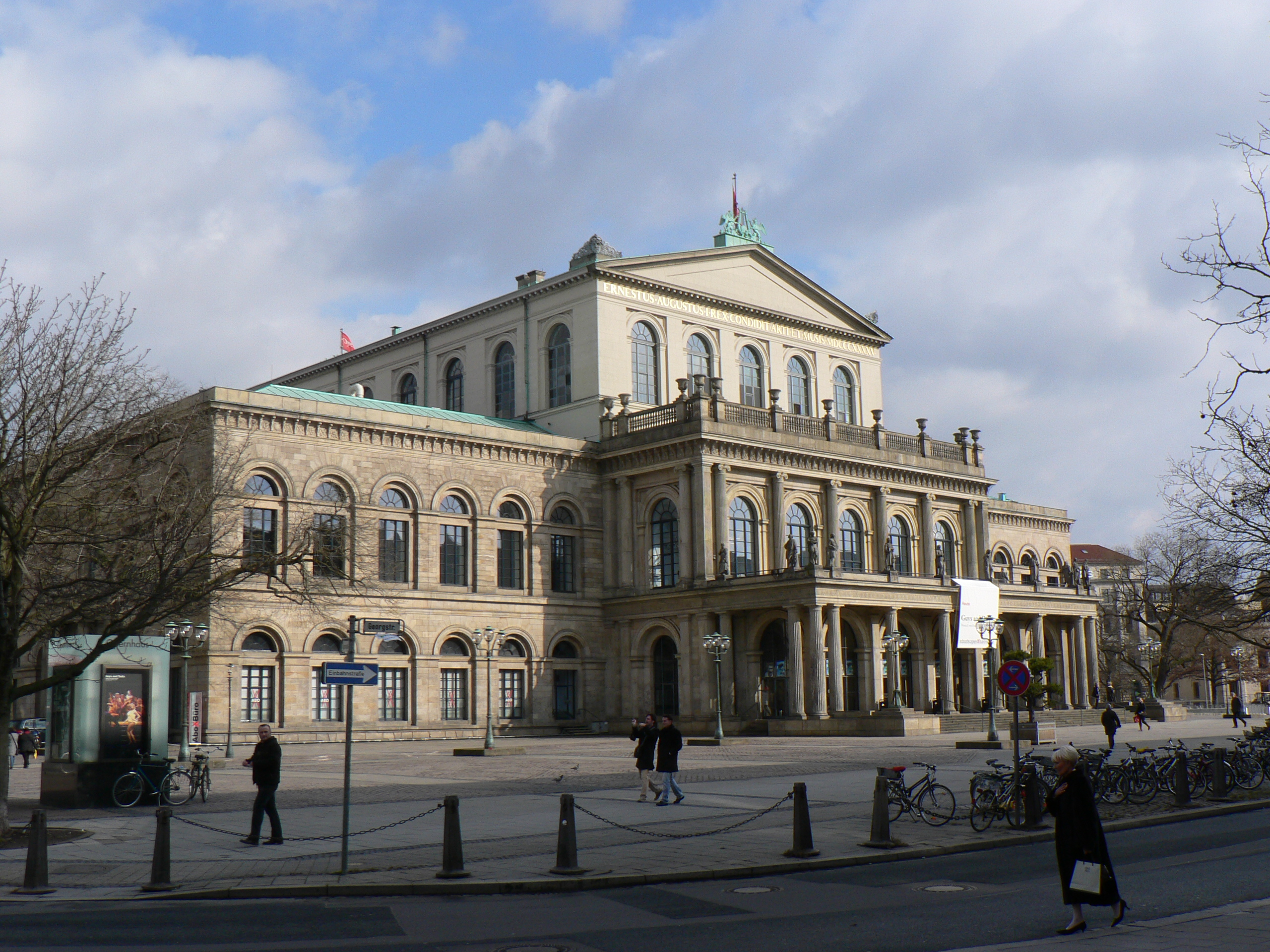
Opernhaus Hannover und Opernplatz

Das Opernhaus Hannover ist die Spielstätte der Sparten Oper, Ballett und Konzert der Niedersächsischen Staatstheater in Hannover. Orchester des Opernhauses ist das Niedersächsische Staatsorchester Hannover.

## Geschichte

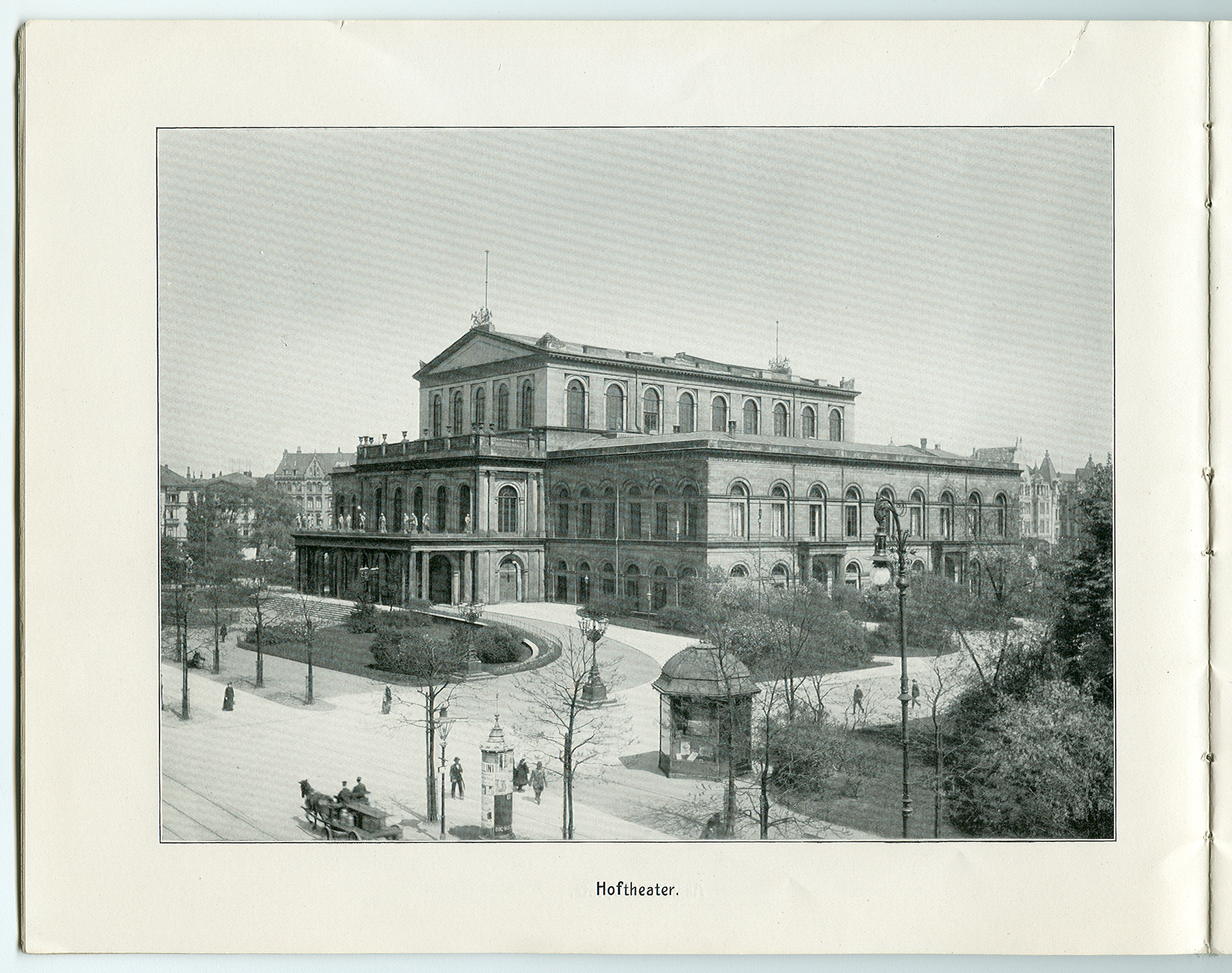
Opernhaus um 1900

Das Opernhaus wurde als „Königliches Hoftheater“ in den Jahren 1845–1852 im spätklassizistischen Stil am östlichen Rand der Altstadt auf dem ehemaligen Windmühlenberg aus Wealdensandstein errichtet. Dabei handelte es sich um eine der heutigen Georgstraße vorgeschobene Bastion, die Teil der hannoverschen Stadtbefestigung war. Architekt des Opernhauses war der Hofbaumeister Georg Ludwig Friedrich Laves. Bauleiter war sein Mitarbeiter und späterer Hofbaumeister Christian Heinrich Tramm. Die erste Opernaufführung (Mozarts Hochzeit des Figaro) fand am 5. September 1852 statt. Das Opernhaus löste das Königliche Hoftheater (Schlosstheater) im Leineschloss ab, in dem seit 1689 Opernaufführungen stattfanden. Im neuen Opernhaus von 1852 fanden zunächst sowohl Opern- als auch Schauspielaufführungen statt.
1918 wurde es in Opern- und Schauspielhaus umbenannt und befand sich in der Hand des preußischen Staates. 1921 wurde es in die Trägerschaft der Stadt Hannover überführt. Das Schauspiel zog 1925 in das kommunalisierte „Schauburg“-Theater um, beide Spielstätten firmierten fortan als „Städtische Bühnen Hannover“.
Während des Zweiten Weltkriegs wurde das Opernhaus am 26. Juli 1943 bei einem der alliierten Luftangriffe auf Hannover von Brandbomben getroffen und brannte bis auf die Grundmauern aus.
Nach dem Wiederaufbau im historischen Stil (nach den Plänen des Hamburger Architekten Werner Kallmorgen) wurde es am 30. November 1950 mit der Aufführung von Richard Strauss’ Der Rosenkavalier wieder in Betrieb genommen. 1950–1964 folgten weitere Aus- und Zubauten, unter anderem wurden die Foyerräume im Stil der Nachkriegsmoderne gestaltet. 1985 erfolgte eine Modernisierung durch den Architekten Dieter Oesterlen. Der Theatersaal zählt nunmehr rund 1.200 Plätze. Nach dem Zweiten Weltkrieg wurde der Finanzierungsanteil des Landes Niedersachsen an den nunmehr als „Landestheater Hannover“ bezeichneten Bühnen schrittweise erhöht. 1970 erfolgte die Umbenennung in „Niedersächsische Staatstheater Hannover“, welche seit 1992 in alleiniger Trägerschaft des Landes Niedersachsen stehen.
Ab 2006 war Michael Klügl Intendant der Staatsoper Hannover. Generalmusikdirektor Ivan Repušić sowie Jörg Mannes als Ballettdirektor ergänzten die künstlerische Leitung des Hauses, der während der Intendanz nicht nur zwei Mal der Deutsche Theaterpreis Der Faust (für die Regie von Benedikt von Peter bei Luigi Nonos Intolleranza und von Barrie Kosky bei Aus einem Totenhaus), sondern 2017 auch die Auszeichnung der deutschen Theaterverlage für das beste Jahresprogramm verliehen wurde. Bundesweit für Aufsehen sorgte in jüngerer Zeit Kay Voges’ Inszenierung von Webers Freischütz. Einen besonderen Stellenwert in der Spielplanpolitik nahm die Neue Musik ein – die Staatsoper widmete sich nicht nur intensiv den Werken Hans Werner Henzes, Krzysztof Pendereckis, Karl Amadeus Hartmanns, Detlev Glanerts und Manfred Trojahns, sondern veranstaltet alljährlich mit Kooperationspartnern das Festival „Klangbrücken“, das je einem großen Komponisten der Moderne gewidmet wurde.
2020 gewann die Staatsoper Hannover den internationalen „Oper!-Award“ als „bestes Opernhaus des Jahres“.

## Bedeutende Persönlichkeiten
Die ersten Intendanten des Hauses kamen aus der Verwaltung und der Hofbeamtenschaft des Königreichs Hannover.
- August Otto Ludwig von Grote (1787–1831), Intendant, Kriegskanzlei- und Oberzolldirektor
- Graf Georg Wilhelm von Platen-Hallermund (1785–1873), Intendant
- 1837–1839 und kommissarisch 1842–1845: Ernst von Meding, Intendant
- 1840–1849: Friedrich August Theodor von dem Bussche-Lohe (1791–1855), Intendant und Kammerherr
- 1840–1854: Carl Ernst von Malortie, Intendant und Kammerherr
- bis 1853: Heinrich Marschner als Hofkapellmeister
- 1853–1865: Joseph Joachim als Konzertmeister
- 1854–1867: Julius von Platen als Intendant
- 1867–1869 (kommissarisch) und 1869–1886: Hans Bronsart von Schellendorf, Intendant, ging dann als Generalintendant nach Weimar
- 1877–1879: Hans von Bülow als Kapellmeister
- 1945–1949: Franz Konwitschny als Generalmusikdirektor
- 1949–1960: Johannes Schüler als Generalmusikdirektor
- 1961–1965: Günter Wich als Generalmusikdirektor
- 1965–1994: George Alexander Albrecht als Generalmusikdirektor
- 1972–1979: Günter Roth als Intendant
- 1980–2001: Hans-Peter Lehmann als Intendant
- 2001–2006: Albrecht Puhlmann als Intendant
- 2006–2019: Michael Klügl als Intendant
- 2019–2025: Laura Berman als Intendantin
- ab 2025: Bodo Busse als Intendant
- 2019–2023: Marco Goecke als Ballettdirektor[3]
- seit 2019: Stephan Zilias als Generalmusikdirektor
- seit 2023: Christian Blossfeld als Ballettdirektor[4]

2006 schuf der Künstler Ralf-Peter Post eine filmische Dokumentation über den seinerzeitigen Choreografen der Staatsoper Hannover, Stephan Thoss. Post begleitete die Arbeiten des Ballettdirektors und seines Ensembles während der Inszenierung der Abschiedsvorstellung im Opernhaus mit Le Sacre du Printemps, von den ersten als Skizzen gezeichneten Schrittfolgen, über das Training des Ballettensembles und bis zur Premiere. Der Film wurde im ZDF-Theaterkanal erstmals 2007 ausgestrahlt.

## Uraufführungen (Auswahl)
- 1852: Austin von Heinrich Marschner
- 1859: Klavierkonzert Nr. 1 op. 15 d-Moll von Johannes Brahms
- 1921: Die Prinzessin Girnara von Egon Wellesz
- 1931: Prinzessin Brambilla von Walter Braunfels
- 1943: Der Kuckuck von Theben von Ermanno Wolf-Ferrari
- 1952: Boulevard Solitude von Hans Werner Henze
- 1970: Der Aufsichtsrat von Diether de la Motte
- 1977: Faust und Yorick von Wolfgang Rihm
- 1980: Ein Abenteuer auf dem Friedhof von Alfred Koerppen
- 1992: Draußen vor der Tür von Xaver Paul Thoma
- 2000: Gilgamesh von Volker David Kirchner
- 2005: iOPAL von Hans-Joachim Hespos
- 2017: Lot von Giorgio Battistelli
- 2023: Kasimir und Karoline von Jherek Bischoff